# Magnolia lasia
Magnolia lasia är en magnoliaväxtart som beskrevs av Hans Peter Nooteboom. Magnolia lasia ingår i släktet Magnolia och familjen magnoliaväxter. Inga underarter finns listade i Catalogue of Life.